# Radek Wohlmuth
Radek Wohlmuth (* 24. srpna 1967 Cheb) je historik umění, výtvarný kritik, publicista a nezávislý kurátor. Žije v Praze.

## Život
Po středoškolských studiích na Gymnáziu Cheb (1981–85) absolvoval v letech 1985–1990 Pedagogickou fakultu ZČU v Plzni (Mgr.) a poté dějiny umění na Filozofické fakultě UK v Praze. Studia ukončil roku 1998 obhajobou magisterské práce, v níž poprvé komplexně zpracoval dějiny českého linorytu. Do roku 2000 vyučoval dějiny umění na středních a vyšších odborných školách.
V letech 2000–2002 pracoval jako kurátor grafické sbírky Národní galerie a podílel se na koncepci stálé expozice ve Veletržním paláci (Laboratoř moderního umění). V letech 1996–1998 byl redaktorem pro výtvarné umění v časopise Kavárna A.F.F.A., do roku 2000 pokračoval v kulturní rallye Dotyk. Od roku 1998 deset let externě spolupracoval s redakcí vlastní tvorby a redakcí zpravodajství TV Prima. V roce 2000 byl jedním ze zakládajících autorů nezávislého kritického časopisu Artur, do roku 2001 spolupracovníkem Literárních novin jako recenzent cyklu Současná česká ilustrace, do roku 2002 spolupracovníkem redakce pro výtvarné umění časopisu Blok. Od roku 2005 do roku 2008 byl recenzentem současného umění on-line deníku aktuálně.cz. Do roku 2010 pracoval jako redaktor pro výtvarné umění časopisu Týden, mezi lety 2012 a 2017 byl členem redakce uměleckého měsíčníku art+antiques. Od této doby se věnuje výhradně kurátorské práci.
Působil jako porotce při udělování Ceny Vladimíra Boudníka (2002–2003), IV. mezinárodního trienále grafiky, Praha (2004), Ceny kritiky za mladou malbu (2008–2009, 2016), Ceny Národní galerie NG 333 (2011) a Ceny Výtvarná osobnost roku (2012).
Pracoval jako člen grantových komisí Ministerstva kultury ČR pro profesionální výtvarné umění a NCSU / FCCA Praha. Je členem Odborné rady Nadace pro současné umění Praha a Umělecké rady GAMPA (Galerie města Pardubice). V letech 2024–2025 předsedal komisi Akvizičního programu pro sbírkové instituce NSU Praha. Přispíval články do periodik Ateliér, Blok, Dotyk, Grapheion, Hospodářské noviny, Labyrint, Lidové noviny, Umělec. Je autorem hesel v Dodatcích Nové encyklopedie českého výtvarného umění.
Česká akademie vizuálního umění mu udělila Cenu Kurátor roku 2021. Jako jediný z domácích kurátorů byl na toto ocenění nominován ve všech třech prvních ročnících Cen ČAVU.

### Kurátor
Radek Wohlmuth je vyhledávaným kurátorem v České republice, ale své projekty realizuje i v zahraničí (Slovensko, Izrael, Rakousko, Maďarsko, Norsko). Zabývá se uměním 20. a 21. století. Zajímají ho přehlížené nebo opomíjené segmenty současného umění, vizuální fúze a vztahy mezi tradičními médii, designem a aktuálními subkulturními vlivy. Věnuje se i problematice veřejného prostoru. Prostřednictvím civilního projevu, čtivých textů a sdílné koncepce výstavních projektů se programově snaží o popularizaci současného umění a odbourání bariér mezi výtvarnou scénou a většinovou společností.
K odchodu z Národní galerie ho vedly institucionální těžkopádnost a zájem o živé umění. Kurátorsky připravil např. obsáhlou grafickou sondu On-lino, moderní český linoryt 1910–2010 (GAVU Cheb, 2010) nebo mezinárodní výstavu a katalog street artu a graffiti Městem posedlí / Stuck on the city (Městská knihovna GHMP, 2012).
Připravil autorské prezentace Radky Bodzewicz, Andreje Dúbravského, Epose 257, Jana Híska, Venduly Chalánkové, Jakuba Nepraše, Julia Reichela, Jakuba Špaňhela, Vladimira 518 ad., největší malířskou výstavu Petra Nikla Hra o čas (Městská knihovna GHMP, 2013) a kompletní přehlídku realizací designéra Maxima Velčovského Vše za 39 (Moravská galerie Brno, 2016).
V Českém Krumlově převzal tamní projekt Ukradená galerie, který se za 6 let existence rozšířil na další místa v Čechách i v Evropě. Od roku 2018 pravidelně připravuje výstavy pro pražskou Galerii Václava Špály. Roku 2021 uvedl první samostatnou výstavu autora s kořeny v graffiti scéně v tomto kultovním prostoru (Michal Škapa aka Tron: T2B). V roce 2019 s Čestmírem Suškou připravil v opuštěném pražském domě na adrese Revoluční 30 stejnojmennou pop-up výstavu ke třicetiletému výročí Sametové revoluce a svobodnému vyjadřování v umění.
S Pavlou Semerákovou založil roku 2020 v broumovském klášteře Dětskou galerii Lapidarium, kde se jako kurátor snaží neinfantilním způsobem přibližovat současné umění dětem.
Spolu s Maximem Velčovským je autorem projektu Black & Light DEPO – otevřený depozit skla, keramiky a porcelánu, který je součástí stálé expozice UPM Moravské galerie v Brně (2021). Zároveň pro Galerii města Plzně vytvořil koncept a první ze série výstav současného umění WEST POINT, které se autorsky vztahují ke géniu loci jihozápadních Sudet. O rok později se k jeho projektu připojila i Galerie Klatovy / Klenová. V roce 2022 připravil hlavní výstavu mezinárodní přehlídky Designblok Terra Alba / nová vlna českého porcelánu (UPM Praha, UPM MG Brno).
Od začátku roku 2023 se dramaturgicky podílí na výstavních aktivitách prostoru pro současné umění Platforma 15 v Praze na Žižkově. V roce 2024 měl na starosti průvodní výstavu Festivalu 4+4 dny v pohybu nazvanou v_nitro, která se konala v bývalé budově StB na adrese Hybernská 2 v centru Prahy. Leitmotivem výstavy byla konfliktní významová přesmyčka mezi represívním mocenským nástrojem a lidskou niterností.
V roce 2025 se stal kurátorem aktuálního ročníku festivalu současného umění ve veřejném prostoru Brno Art Open (pořádaného od roku 2008 pod názvem Sochy v ulicích).

## Dílo